# Acanthepeira
Acanthepeira – rodzaj pająków z rodziny krzyżakowatych. Gatunkiem typowym jest Acanthepeira stellata.

## Taksonomia
Takson ten został opisany po raz pierwszy w 1883 roku przez amerykańskiego arachnologa George'a Marxa.
Do rodzaju tego należy pięć opisanych gatunków:
- Acanthepeira stellata Walckenaer, 1805 – od Kanady do Meksyku
- Acanthepeira cherokee Levi, 1976 – Stany Zjednoczone
- Acanthepeira labidura (Mello-Leitão, 1943) – Brazylia
- Acanthepeira marion Levi, 1976 – Stany Zjednoczone, Meksyk
- Acanthepeira venusta (Banks, 1896) – Stany Zjednoczone, Kuba, Haiti